# Warlus, Pas-de-Calais

Warlus este o comună în departamentul Pas-de-Calais, Franța. În 1 ianuarie 2022 avea o populație de 379 de locuitori.